# Anadenobolus politus
Anadenobolus politus är en mångfotingart som först beskrevs av Carl Oscar von Porat 1888.  Anadenobolus politus ingår i släktet Anadenobolus och familjen Rhinocricidae. Inga underarter finns listade i Catalogue of Life.